# Hypsizygus tessulatus
Hypsizygus tessulatus är en svampart som först beskrevs av Pierre Bulliard (v. 1742–1793), och fick sitt nu gällande namn av Rolf Singer 1945. Hypsizygus tessulatus ingår i släktet Hypsizygus och familjen Lyophyllaceae.   Inga underarter finns listade i Catalogue of Life.

## Källor

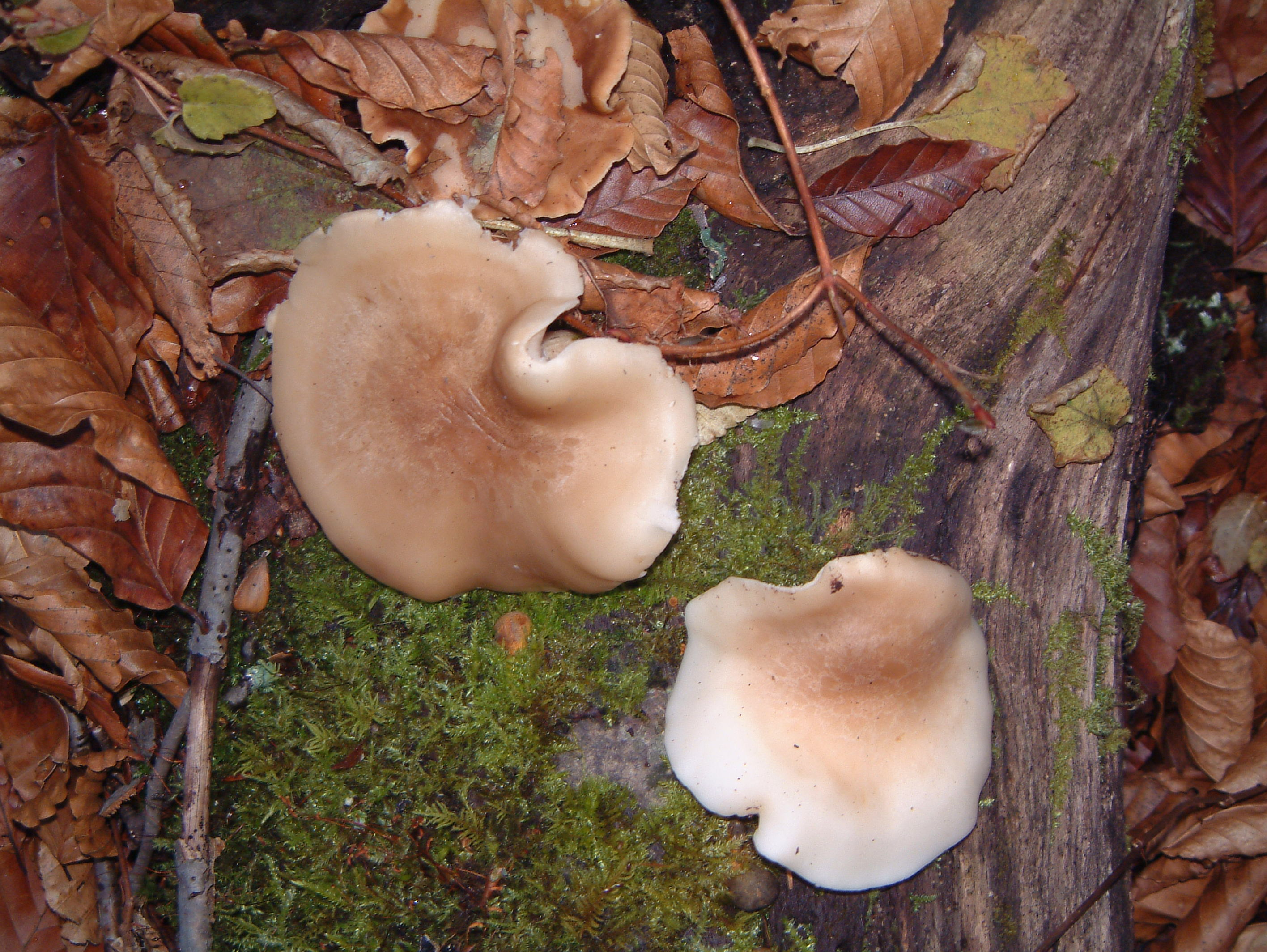
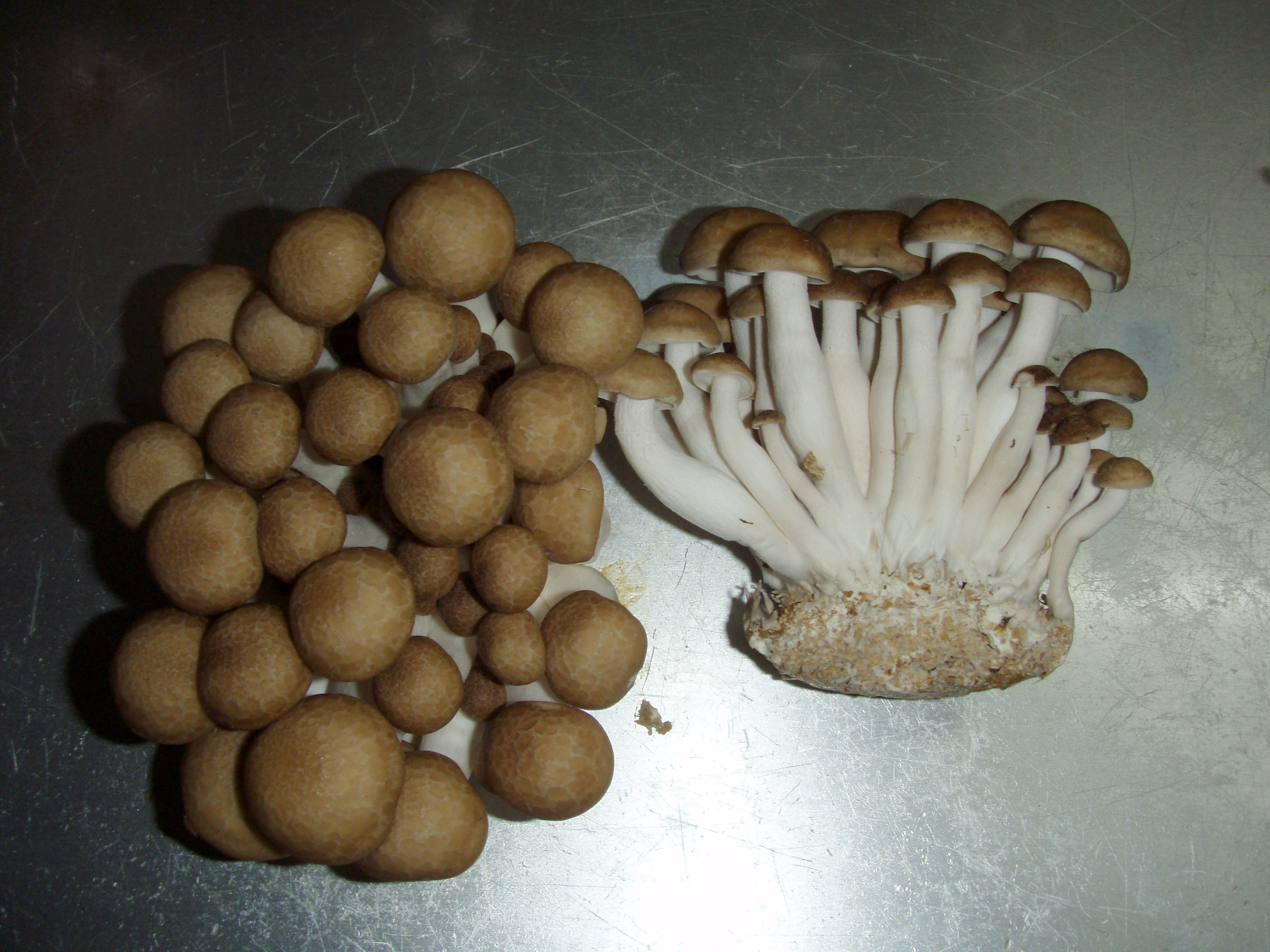
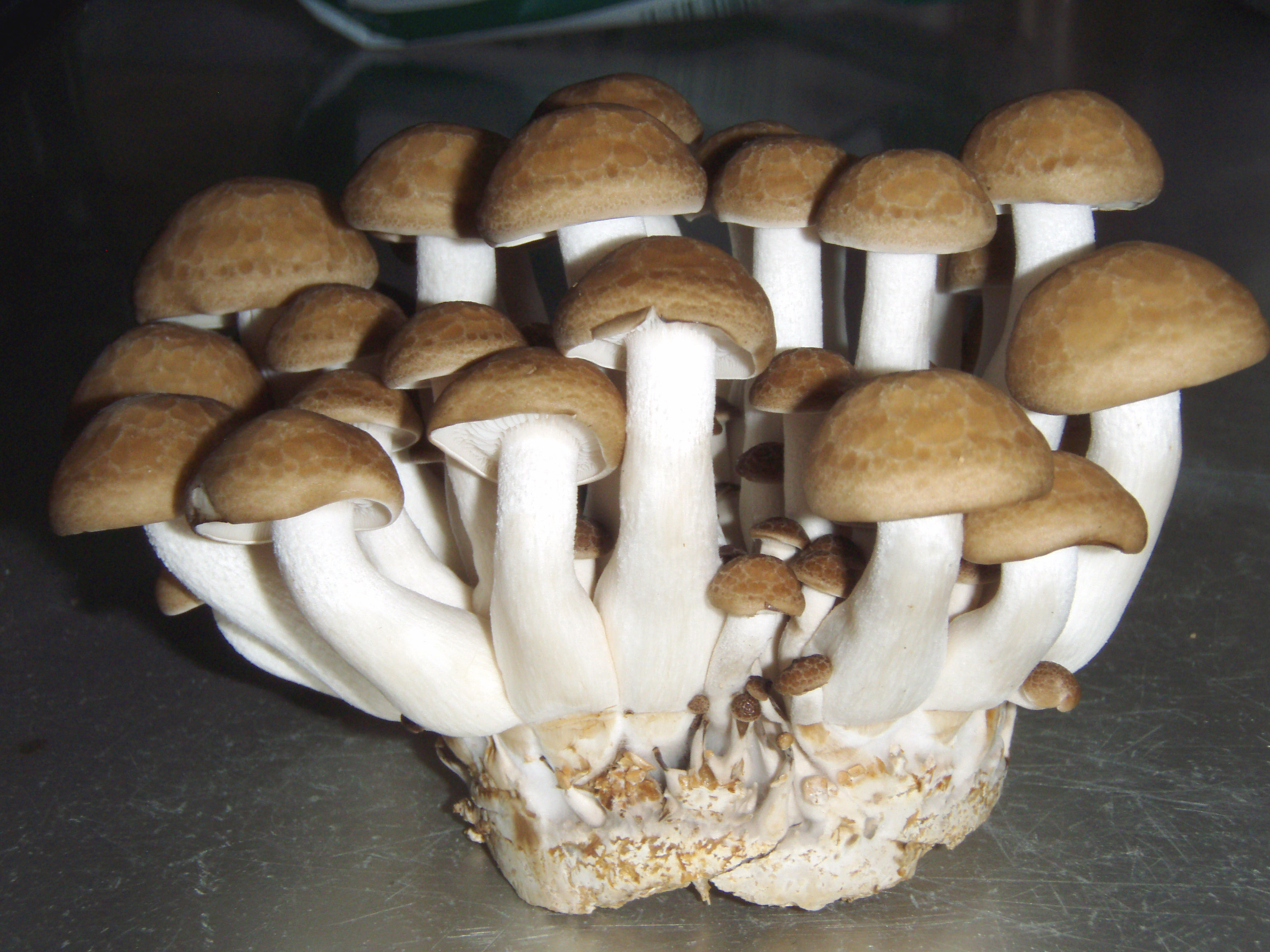
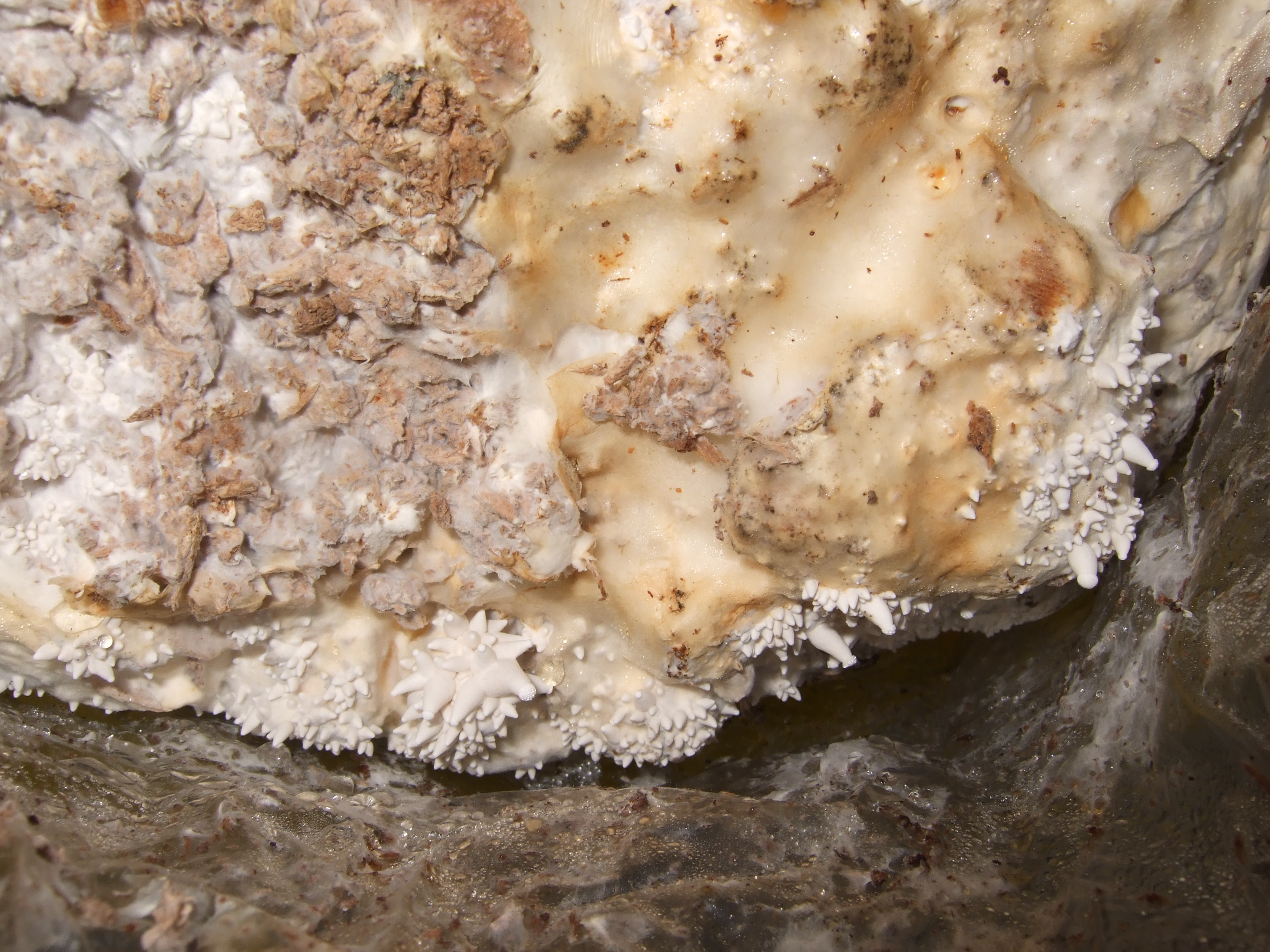
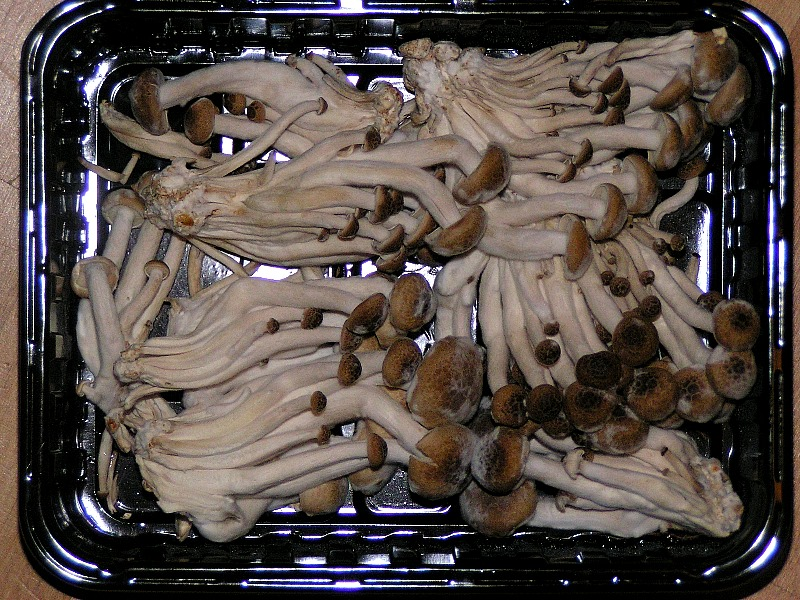
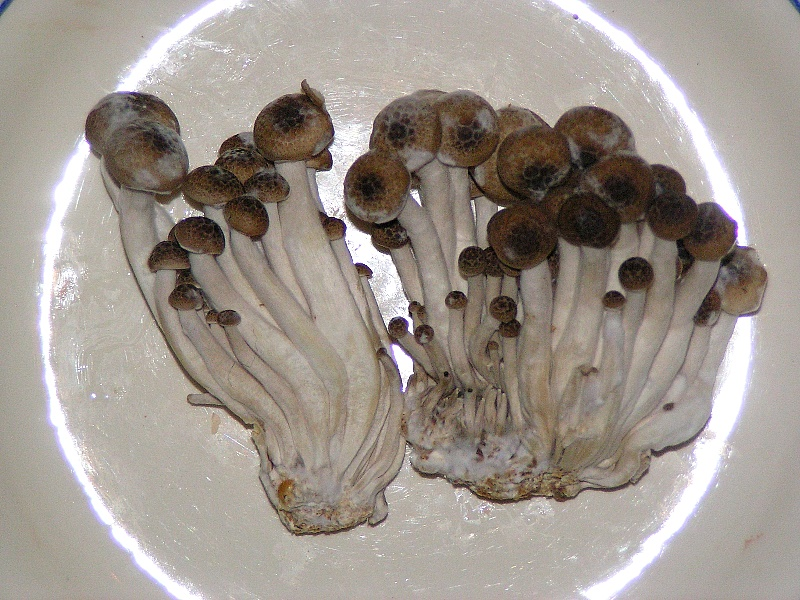
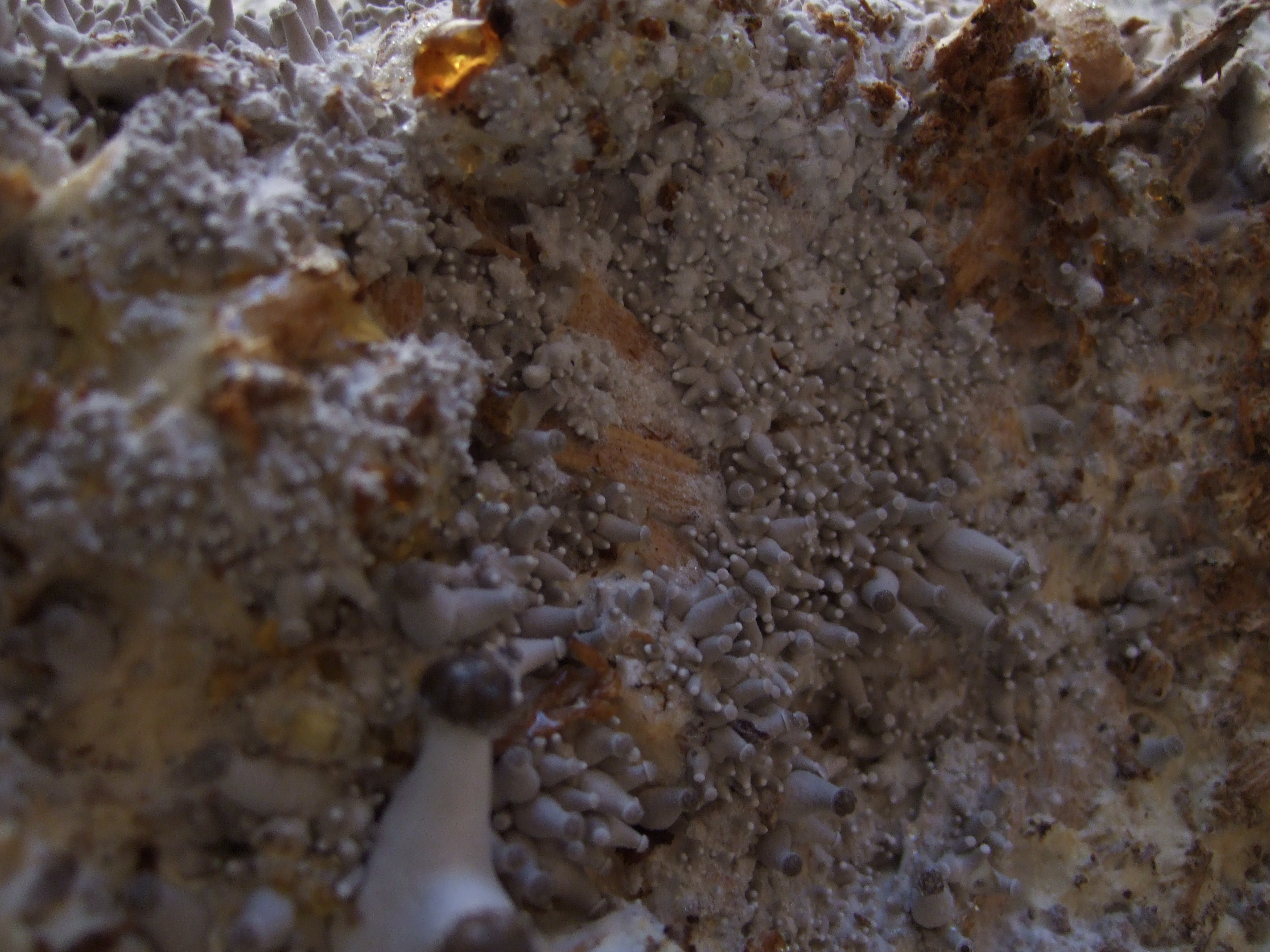
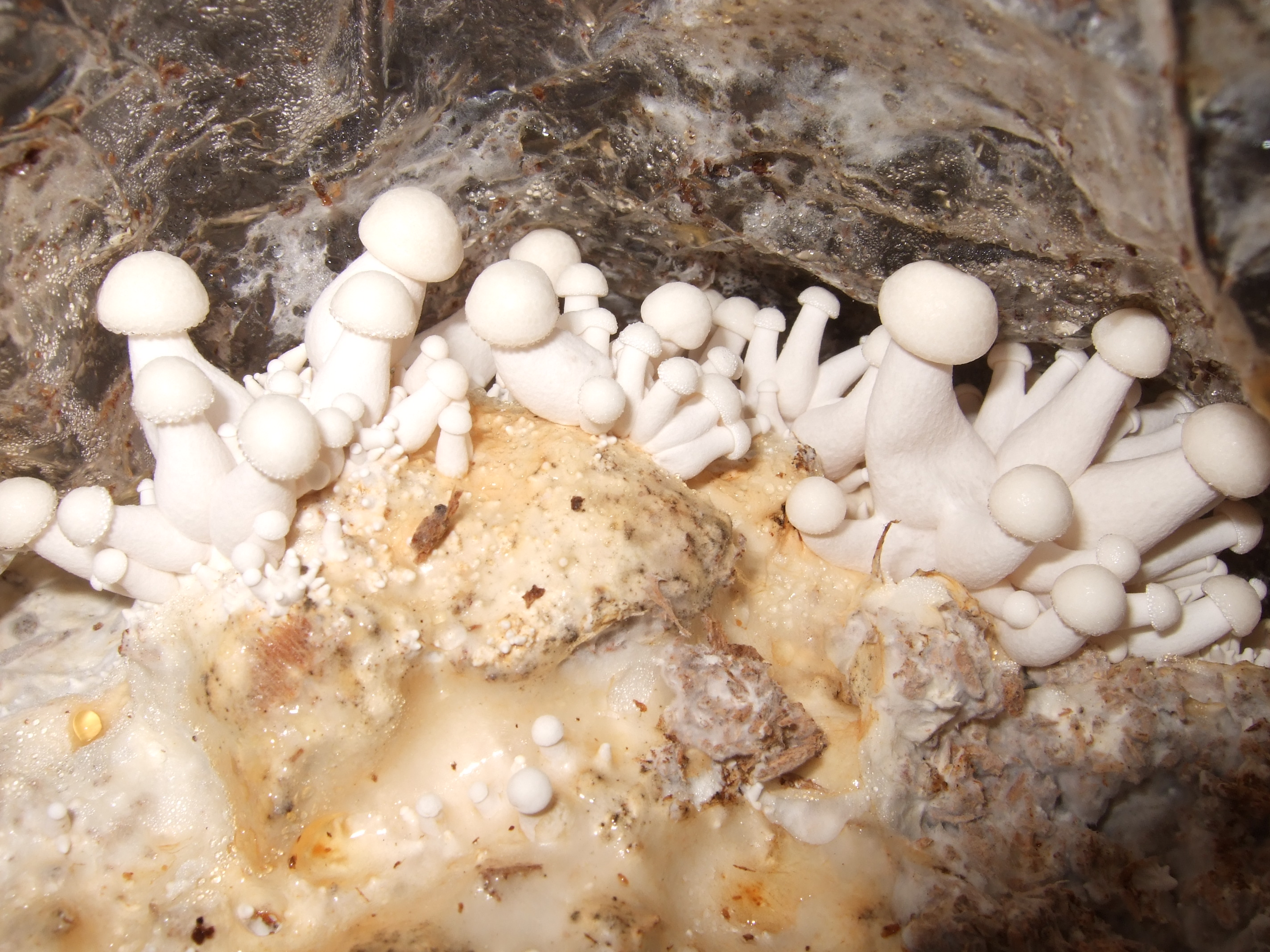